# Ricengo
Ricengo é uma comuna italiana da região da Lombardia, província de Cremona, com cerca de 1.235 habitantes. Estende-se por uma área de 12 km², tendo uma densidade populacional de 103 hab/km². Faz fronteira com Camisano, Casale Cremasco-Vidolasco, Casaletto di Sopra, Crema, Offanengo, Pianengo, Sergnano.

## Demografia
| Variação demográfica do município entre 1861 e 2011                               |
|                                                                                   |
| Fonte: Istituto Nazionale di Statistica (ISTAT) - Elaboração gráfica da Wikipedia |